# Clavija glandulifera
Clavija glandulifera är en viveväxtart som beskrevs av José Cuatrecasas. Clavija glandulifera ingår i släktet Clavija och familjen viveväxter. Inga underarter finns listade i Catalogue of Life.